# 横田伊佐秋
横田 伊佐秋（よこた いさあき、1916年〈大正5年〉12月25日 - 1998年〈平成10年〉1月14日）は、日本の物理学者。理学博士。新潟大学名誉教授。専門は物性物理学。

## 略歴
九州帝国大学医科大学生理学教室助手・横田武三（本籍：埼玉県）の長男として出生。1917年（大正6年）9月の父・横田武三の新潟医学専門学校生理学教室第2代教授への就任に伴って新潟県新潟市（現 新潟市中央区）に転居。
1933年（昭和8年）3月に新潟中学校を4年で修了（四修）、1936年（昭和11年）3月に新潟高等学校を卒業、1939年（昭和14年）3月に東京帝国大学理学部物理学科を卒業。
1939年（昭和14年）に北海道帝国大学理学部助手に就任、1942年（昭和17年）5月に中央気象台附属気象技術官養成所教授に就任、1946年（昭和21年）7月に新潟高等学校教授に就任。
1949年（昭和24年）6月に新潟大学理学部助教授に就任、1963年（昭和38年）5月に東京大学から理学博士号を取得、新潟大学理学部教授に就任、1982年（昭和57年）に新潟大学を定年退官、新潟大学名誉教授の称号を受称。
1998年（平成10年）1月14日午後5時4分に新潟県新潟市（現 新潟市中央区）の自宅で老衰のため死去、81歳没。

## 役職
日本物理学会副会長や原水爆禁止新潟県協議会理事長などを務めたほか、1972年（昭和47年）6月に新潟水俣病第1次訴訟弁護団幹事長の坂東克彦（のちに新潟水俣病第2次訴訟弁護団長）らと新潟水俣病研究会を組織し代表を務めた。

## 研究
超イオン導電体や半導体中の素励起の理論の研究を行った。

## 親族
- 横田武三 - 父、生理学者、新潟医科大学教授。
- 横田万里夫 - 弟、物理学者、大阪市立大学名誉教授。
- 古市二郎 - 義兄（姉の夫）、物理学者、第8代北海道大学学長。
- 古市隆三郎 - 甥（姉の子）、工業化学者、北海道大学名誉教授。
- 倉田自章 - 義弟（妹の夫）、病理学者、第5代金沢大学がん研究所所長、金沢大学名誉教授。

## 著作物

### 著書
- 『熱力学』岩波書店〈物理テキストシリーズ 3〉、1987年。

### 訳書
- 『統計物理学 上』レフ・ランダウ、エフゲニー・リフシッツ[著]、小林秋男・小川岩雄・富永五郎・浜田達二[共訳]、岩波書店、1957年。
- 『統計物理学 下』レフ・ランダウ、エフゲニー・リフシッツ[著]、小林秋男・小川岩雄・富永五郎・浜田達二[共訳]、岩波書店、1958年。
  - 『統計物理学 上』第2版、レフ・ランダウ、エフゲニー・リフシッツ[著]、小林秋男・小川岩雄・富永五郎・浜田達二[共訳]、岩波書店、1966年。
  - 『統計物理学 下』第2版、レフ・ランダウ、エフゲニー・リフシッツ[著]、小林秋男・小川岩雄・富永五郎・浜田達二[共訳]、岩波書店、1967年。
    - 『統計物理学 上』第3版、レフ・ランダウ、エフゲニー・リフシッツ[著]、小林秋男・小川岩雄・富永五郎・浜田達二[共訳]、岩波書店、1980年。
    - 『統計物理学 下』第3版、レフ・ランダウ、エフゲニー・リフシッツ[著]、小林秋男・小川岩雄・富永五郎・浜田達二[共訳]、岩波書店、1980年。

### 論文
- CiNii収録論文 - CiNii